# عويسبة ملحة
العُوَيسِبَةُ المُلِحَّة أو الذبابة الطنَّانة (الاسم العلمي: Eristalis tenax)، هي نوع من الحشرات تتبع جنس العويسبة من فصيلة السرفات.